# Stävknä

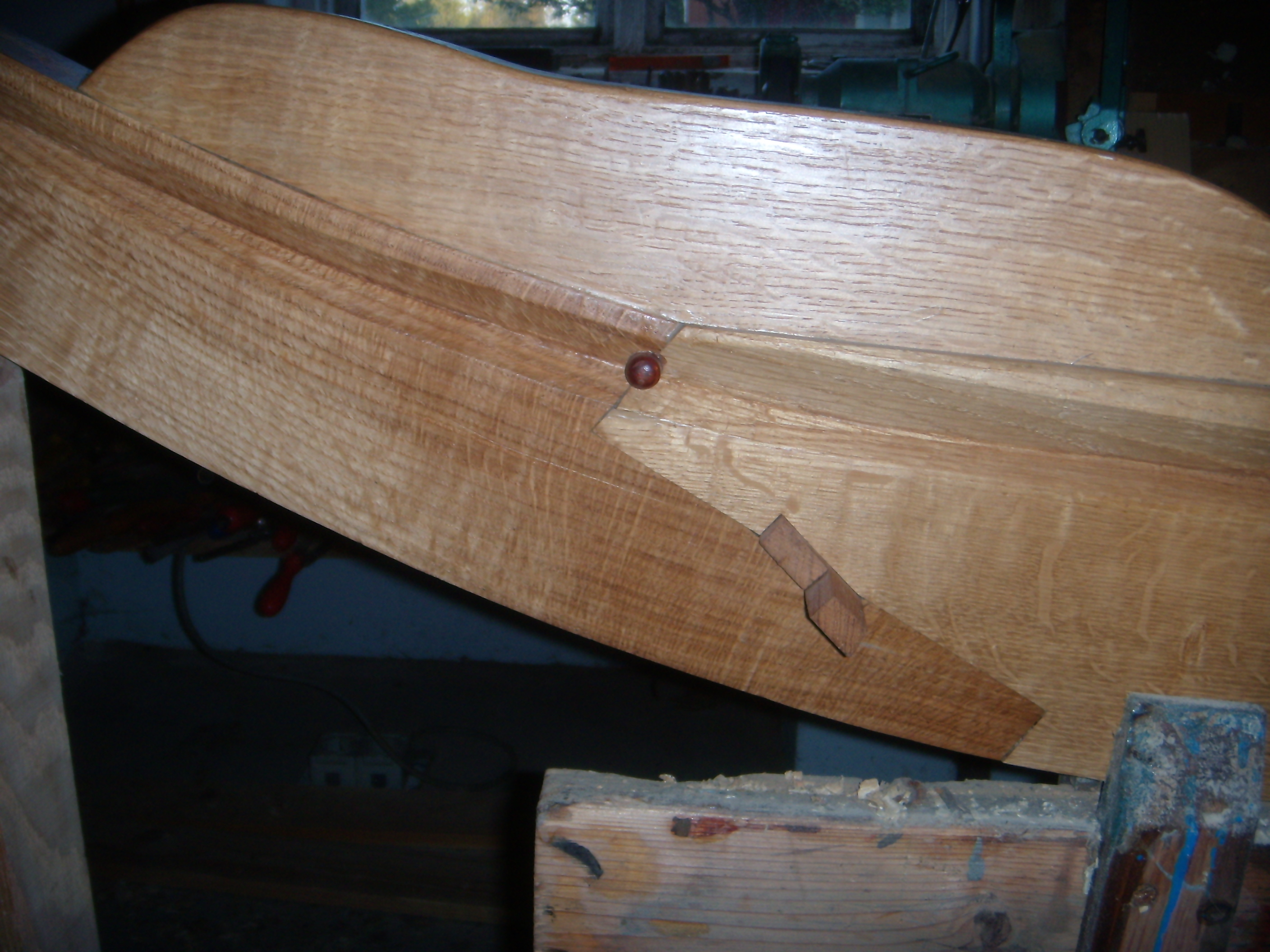
Stävknä som förbinder en förstäv och köl

Stävknä, är en invändig förstärkning på ett fartyg eller båt som förbinder vinkeln mellan förstäv, eller akterstäv med köl. Man använder ett kraftigt virke som oftast är krokväxt, krumväxt del av ett trä för att få en stark vinkel. Stävknä monteras mot kölen och stäven med genomgående bultar för ett att uppnå ett kraftigt förband. Stävkraften är en horisontell förstärkning mellan stävar och balkvägare.